# セリーヌ・バッケンズ
セリーヌ・バッケンズ（Céline Buckens、1996年8月9日 - ）は、ベルギー出身の女優。

## 略歴
ベルギーの首都ブリュッセル出身、ロンドン在住。スティーヴン・スピルバーグ監督の映画戦火の馬でフランス人少女エミリー役として出演した。

## 出演作品
- 戦火の馬 War Horse (2011)
- グッドライアー 偽りのゲーム The Good Liar (2019)
- ウォリアー Warrior (2020)